# Jarosław Krystyniak
Jarosław Leon Krystyniak (ur. 30 maja 1934 we Lwowie, zm. 19 grudnia 2022 w Warszawie) – polski dyplomata, konsul generalny w Casablance (1995–2003).

## Życiorys
Syn Józefa i Genowefy. W latach 1953–1958 studiował na Wydziale Handlu Zagranicznego Szkoły Głównej Planowania i Statystyki w Warszawie.
Zawodowo związany ze służbą dyplomatyczno-konsularną. W latach 60. przebywał na placówce w Maroku. W latach 1995–2003 pełnił funkcję konsula generalnego w Casablance, w tym od 2000 był dziekanem korpusu konsularnego.
W 2002 „za wybitne zasługi dla rozwoju handlu zagranicznego” został odznaczony Krzyżem Kawalerskim Orderu Odrodzenia Polski.
30 grudnia 2022 pochowany na Cmentarzu Komunalnym Północnym w Warszawie.